# Kira Muratova
Kira Georgievna Muratova (russisk: Кира Георгиевна Муратова) (født 5. november 1934 i Soroca i Kongeriget Rumænien, død 6. juni 2018 i Odessa i Ukraine) var en sovjetisk og ukrainsk prisvindende filminstruktør, manuskriptforfatter og skuespillerinde, kendt for hendes specielle stil som filminstruktør.
Muratovas film blev af filmcensuren blev i Sovjetunionen kraftigt ændret og beskåret, men på trods heraf lykkedes det Muratova at fremstå som en af de førende filmpersoner i moderne russisk og ukrainsk film, og det lykkedes hende at opnå en succesfuld karriere inden for film fra 1960'erne og frem. Hun modtog prisen "Folket Kunstner i Ukraine" (1989) og blev i 1997 optaget ved det ukrainske kunstakademi.
Hendes arbejder er beskrevet som "et af de mest karakteristiske og enestående værker inden for verdens filmskabelse".

## Opvækst og tidlig karriere i USSR
Kira Korotkova blev født i 1934 i Soroca i Kongeriget Rumænien (i det nuværende Moldova) som datter af en russisk far og en jødisk mor. Forældrene var aktive kommunister og medlemmer af Rumæniens kommunistparti. Faren deltog under 2. verdenskrig i modstandsbevægelsen og blev arresteret af rumænske styrker og blev henrettet i 1941. Efter krigen boede Kira med moren i Bukarest.
Kira Korotkova blev optaget på Gerasimov Filminstituttet i Moskva, hvor hun blev færdiguddannet som filminstruktør i 1959. Hun fik herefter ansættelse som instruktør på Odessa Film Studio i Odessa i Ukrainske SSR. Hun instruerede sin første film i 1961 og arbejde ved studiet indtil 1978, hvor hun flyttede til Leningrad, hvor hun instruerede en enkelt film for Lenfilm, hvorefter hun vendte tilbage til Odessa. Muratovas film modtog massiv kritk fra sovjetiske embedsmænd på grund af hendes særegne filmsprog, der ikke levede op til den socialistiske realismes normer. Filmforskeren Isa Willinger har sammenlignet Muratovas filmsprog med den sovjetiske avantgarde, særlig med Eisensteins "montage af attraktioner". Muratova blev flere gange nægtet mulighed for at instruere film i sovjettiden.
Kira mødte på Odessa filmstudiet instruktørkollegaen Aleksandr Muratov i begyndelsen af af 1960'erne og parret blev gift. Hun instruerede i første halvdel af 1960'erne et par film med Aleksandr Muratov. Parret blev dog skilt nogle år senere, og Aleksandr Muratov flyttede til Kijev. Kira Muratova beholdt sit efternavn også da hun senere blev gift med Jevgenij Golubenko, en kunstmaler fra Leningrad.

## Post-Sovjet perioden
Efter Sovjetunionens sammenbrud begyndte i 1990'erne en ekstremt produktiv periode for Muratova med færdiggørelse af en spillefilm hvert andet eller tredje år, ofte med de samme skuespillere og samme filmhold. Filmen Astenitjeskij sindrom (distribueret internationalt som The Asthenic Syndrome (1989)) blev beskrevet som 'et absurdistisk mesterværk' og var den eneste film, der blev forbudt (på grund af mandlig og kvindelig nøgenhed) under Sovjetunionens perestrojka. Hendes andre film fra denne periode inkluderer Tjuvstvitelnij militsioner (da.: Den sentimentale politimand, 1992), Uvletjenja (da.: Hobbyer, 1994), Tri istorii (da.: Tre historier, 1997) og kortfilmen Pis'mo v Ameriku (da.: Brev til Amerika, 1999).
Blandt faste medvirkende i Muratovas er skuespillerinderne Renata Litvinova og Natalija Buzko. Muratovas film er oftes ukrainske produktioner eller co-produktioner mellem Ukraine og Rusland og er altid russisksprogede. Muratovas film har haft preiere ved de internationale filmfestivaler i Berlin (1990 og 1997), Cannes, Moskva, Rom, Venedig.
Næst efter Aleksandr Sokurov anses Muratova som en af de mest særegne moderne russisksprogede filminstruktører. Hendes værker kan ses som postmoderne, med brug af eklekticisme, parodi, diskontinuert klipning, springende historiefortælling og intense visuelle og lydlige stimuli, ligesom hendes "bitre humor afspejler et voldeligt, kærlighedsløst og moralsk hult samfund". I filmen Tre historier udforskes, hvorledes "ondskab er skjult i en smuk... uskyldig skal, hvor lig udgør en del af indretningen.

## Hæder og priser
Det var først under perestrojka, at Muratova opnåede bred offentlig anerkendelse og sine første priser. I 1988 viste 'International Women's Film Festival Créteil' i Frankrig den første retrospektive udstilling af hendes film. Hendes film Sredi serykh kamnej blev vist under titlen Among Grey Stones i afdelingen Un Certain Regard ved Filmfestivalen i Cannes 1988.
Hendes film The Asthenic Syndrome modtog i 1990 Sølvbjørnen ved Berlinalen. Hun modtog i 1994 prisen "Leopard of Honour" for sit virke som filminstruktør ved Locarno International Film Festival. Filmen Tre historier deltog ved Berlinalen i 1997. Hendes film har vundet den russiske Nika Awards i 1991, 1995, 2005, 2007, 2009 og 2013.

## Udvalgt filmografi
- Korotkije vstretji (Короткие встречи, 1967)[21][22]
- Dolgije provody (Долгие проводы, 1971)
- Poznavaja belyj svet (Познавая белый свет, 1978)
- Sredi serykh kamnej (Среди серых камней, 1983)
- Astenitjeskij sindrom (Астенический синдром, 1989)
- Uvletjenja (Увлеченья, 1994)
- Tri istorii (Три истории, 1997)
- Tjekhovskije motivy (Чеховские мотивы, 2002)
- Nastrojsjjik (Настройщик, 2004)